# Campeonato Catarinense de Futsal de 2023
O Campeonato Catarinense de Futsal de 2023, referido também como Série Ouro de 2023, foi a 64ª edição da principal competição de futebol de salão em Santa Catarina. Sua organização é de competência da Federação Catarinense de Futebol de Salão.
O campeão catarinense conquista vaga para a Taça Brasil e disputa a Recopa Catarinense da próxima temporada contra o vencedor da Copa Santa Catarina. Já o vice, além de ficar com a segunda vaga para a Copa do Brasil, representa o Estado na Copa Sul. O jogador com mais gols marcados durante a disputa da competição é premiado com o troféu "Tênis de Ouro".
O campeão foi o Joinville, da cidade homônima, que chegou ao oitavo título da competição em sua história. Após empatar em 2 a 2 na partida de ida, na Arena Jaraguá, o Tricolor venceu por 2 a 0 no Cau Hansen e ergueu o troféu. Na classificação final, as equipes Tubarão e Joaçaba ficaram em terceiro e quarto lugar, respectivamente.

## Regulamento
Na primeira fase os nove clubes jogam entre si em turno único, classificando as oito melhores equipes para a segunda fase. 
Na segunda fase, as oito equipes classificadas são divididas em dois grupos, sendo o A com o 1º, 4º, 6º e 8º colocados e o grupo B com o 2º, 3º, 5º e 7º colocados respectivamente. Nesse fase as equipes jogam entre si, dentro da chave, em turno e returno.
A terceira fase começa com a semifinal, onde as duas melhores equipes de cada grupo se enfrentam em jogos de ida e volta. Nessa fase, caso cada equipe vença um jogo ou tenha dois empates, terá uma prorrogação de 10 minutos divididos em dois tempos de 5 minutos. Se persistir o empate, será declarada vencedora a equipe com melhor campanha na segunda fase.
A quarta fase é a grande final, que também terá jogos de ida e volta, onde o time com melhor campanha joga em casa o segundo jogo em casa. Na final, caso cada equipe vença um jogo ou tenha dois empates, terá uma prorrogação de 10 minutos divididos em dois tempos de 5 minutos. Se persistir o empate, a decisão será através da cobrança de penalidades máximas.

## Primeira fase
| Pos | Equipes       | Pts | J | V | E | D | GP | GC | SG  | %  | Zona de classificação        |
| --- | ------------- | --- | - | - | - | - | -- | -- | --- | -- | ---------------------------- |
| 1   | Joaçaba       | 17  | 8 | 5 | 2 | 1 | 28 | 14 | +14 | 71 | Classificados à segunda fase |
| 2   | São Lourenço  | 15  | 8 | 4 | 3 | 1 | 26 | 18 | +8  | 63 | Classificados à segunda fase |
| 3   | Tubarão       | 15  | 8 | 4 | 3 | 1 | 32 | 13 | +19 | 63 | Classificados à segunda fase |
| 4   | Joinville     | 13  | 8 | 3 | 4 | 1 | 26 | 18 | +8  | 54 | Classificados à segunda fase |
| 5   | Florianópolis | 11  | 8 | 3 | 2 | 3 | 23 | 23 | 0   | 46 | Classificados à segunda fase |
| 6   | São Francisco | 10  | 8 | 2 | 4 | 2 | 15 | 23 | –8  | 42 | Classificados à segunda fase |
| 7   | Jaraguá       | 9   | 8 | 3 | 0 | 5 | 20 | 27 | –7  | 38 | Classificados à segunda fase |
| 8   | Blumenau      | 8   | 8 | 2 | 2 | 4 | 20 | 20 | 0   | 33 | Classificados à segunda fase |
| 9   | Camboriú      | 0   | 8 | 0 | 0 | 8 | 8  | 42 | –34 | 0  | Eliminado                    |

## Segunda fase
Grupo A 
| Pos | Equipes       | Pts | J | V | E | D | GP | GC | SG  | %   | Zona de classificação     |
| --- | ------------- | --- | - | - | - | - | -- | -- | --- | --- | ------------------------- |
| 1   | Joinville     | 18  | 6 | 6 | 0 | 0 | 21 | 7  | +14 | 100 | Classificados à semifinal |
| 2   | Joaçaba       | 10  | 6 | 3 | 1 | 2 | 14 | 10 | +4  | 56  | Classificados à semifinal |
| 3   | São Francisco | 3   | 6 | 0 | 3 | 3 | 11 | 22 | –11 | 17  | Eliminados                |
| 4   | Blumenau      | 2   | 6 | 0 | 2 | 4 | 6  | 13 | –7  | 11  | Eliminados                |

 Grupo B 
| Pos | Equipes       | Pts | J | V | E | D | GP | GC | SG | %  | Zona de classificação     |
| --- | ------------- | --- | - | - | - | - | -- | -- | -- | -- | ------------------------- |
| 1   | Jaraguá       | 14  | 6 | 4 | 2 | 0 | 18 | 10 | +8 | 78 | Classificados à semifinal |
| 2   | Tubarão       | 12  | 6 | 3 | 3 | 0 | 18 | 9  | +9 | 67 | Classificados à semifinal |
| 3   | Florianópolis | 4   | 6 | 1 | 1 | 4 | 11 | 20 | –9 | 22 | Eliminados                |
| 4   | São Lourenço  | 3   | 6 | 1 | 0 | 5 | 8  | 16 | –8 | 17 | Eliminados                |

## Fase final
Em itálico, as equipes que possuem o mando de campo no primeiro jogo do confronto e em negrito as equipes classificadas.
|  | Semifinal | Semifinal | Semifinal | Semifinal |   |           | Final | Final | Final | Final |
|  |           |           |           |           |   |           |       |       |       |       |
|  | Joinville | 1         | 3         | 4         |   |           |       |       |       |       |
|  | Tubarão   | 2         | 1         | 3         |   |           |       |       |       |       |
|  | Tubarão   | 2         | 1         | 3         |   | Joinville | 2     | 2     | 4     |       |
|  |           |           |           |           |   | Joinville | 2     | 2     | 4     |       |
|  |           | Jaraguá   | 2         | 0         | 2 |           |       |       |       |       |
|  | Jaraguá   | Jaraguá   | 2         | 0         | 2 | 1         | 6     | 7     |       |       |
|  | Jaraguá   |           |           |           |   | 1         | 6     | 7     |       |       |
|  | Joaçaba   | 2         | 3         | 5         |   |           |       |       |       |       |

## Premiação
| Campeonato Catarinense de Futsal de 2023 |
| ---------------------------------------- |
|                                          |
| Joinville Campeão (8º título)            |

## Classificação final
| Pos | Equipes       | Pts | J  | V  | E | D | GP | GC | SG  | %  | Zona de classificação                                             |
| --- | ------------- | --- | -- | -- | - | - | -- | -- | --- | -- | ----------------------------------------------------------------- |
| 1   | Joinville     | 38  | 18 | 11 | 5 | 2 | 55 | 30 | +25 | 70 | Campeão e classificado para a Taça Brasil e Recopa Santa Catarina |
| 2   | Jaraguá       | 26  | 18 | 8  | 3 | 7 | 47 | 46 | +1  | 48 | Vice-campeão e classificado para a Copa Sul                       |
| 3   | Tubarão       | 30  | 16 | 8  | 6 | 2 | 53 | 26 | +27 | 63 | Eliminados nas semifinais                                         |
| 4   | Joaçaba       | 30  | 16 | 9  | 3 | 4 | 47 | 31 | +16 | 63 | Eliminados nas semifinais                                         |
| 5   | São Lourenço  | 18  | 14 | 5  | 3 | 6 | 34 | 34 | 0   | 43 | Eliminados na segunda fase                                        |
| 6   | Florianópolis | 15  | 14 | 4  | 3 | 7 | 34 | 43 | –9  | 36 | Eliminados na segunda fase                                        |
| 7   | São Francisco | 13  | 14 | 2  | 7 | 5 | 26 | 45 | –19 | 31 | Eliminados na segunda fase                                        |
| 8   | Blumenau      | 10  | 14 | 2  | 4 | 8 | 26 | 33 | –7  | 24 | Eliminados na segunda fase                                        |
| 9   | Camboriú      | 0   | 8  | 0  | 0 | 8 | 8  | 42 | –34 | 0  | Eliminado na primeira fase                                        |